# 加利亞諾 (路易斯安那州)
加利亞諾（英語：Galliano）是位於美國路易斯安那州拉福什堂區的一個普查規定居民點。

## 人口
根據2020年美國人口普查的數據，加利亞諾的面積為28.88平方千米，當中陸地面積為28.86平方千米，而水域面積為0.02平方千米。當地共有人口7100人，而人口密度為每平方千米245.84人。